# Choden

Das ursprüngliche Flaggensymbol der Choden

Die Choden (tschechisch Chodové) sind Angehörige einer tschechischen Volksgruppe, die um die westböhmische Stadt Domažlice (Taus), zwischen Pilsen und der Grenze zur Oberpfalz, zu Niederbayern und dem Egerland, seit dem Hochmittelalter ansässig ist und deren Dialekt sich sprachlich von dem Tschechischen der Schriftsprache unterscheidet.
Die Choden, Untertanen der königlichen Güter Přimda (Pfraumberg), Tachov (Tachau) und Taus (Domažlice), waren weitgehend bäuerlichen Standes. Ihre Dörfer entstanden überwiegend im 13. Jahrhundert. Die Könige von Böhmen übertrugen ihnen, ähnlich wie den künischen Freibauern, ab dem 14. Jahrhundert Wachdienste an der Landesgrenze zu Niederbayern und der Oberpfalz. Dafür erhielten die Choden Sonderrechte, eigene Wappen, Siegel und Standarten, die sie in bewaffneten Konflikten mit der Obrigkeit bis in das 18. Jahrhundert hinein selbstbewusst verteidigten.
Von der Funktion als Grenzwächter stammt die heutige Bezeichnung der Volksgruppe der Choden, chodit bedeutet gehen insbesondere im Sinne von patrouillieren. Erste urkundliche Nachrichten über slawische Wehrbauern, die als böhmische Grenzmiliz eingesetzt wurden, liegen aus dem Jahr 1004 vor. Der Name Choden ist erstmals im 14. Jahrhundert in der Dalimil-Chronik und deren deutscher Übersetzung Di tutsch kronik von Behem lant belegt.

## Geschichte

### Aufgaben und Privilegien der Choden im Mittelalter

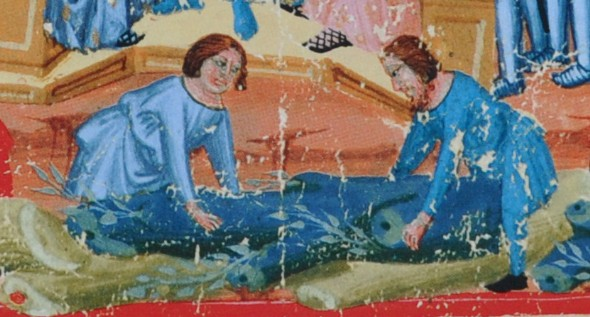
Choden beim Holzschlagen, Dalimil-Chronik, 14. Jh.

Nachdem im 14. Jahrhundert die Landesgrenze von Böhmen und Bayern vermarkt (festgelegt) worden war, erhielten die Chodenbauern die Aufgabe, die Grenze zu begehen, um Verschiebungen der Grenzsteine in den Waldgebieten festzustellen. Sie kontrollierten, ob die bayerischen Grenzanwohner auf der böhmischen Seite Holz schlugen oder Siedlungen errichteten, boten gegen Bezahlung bewaffnetes Geleit für Reisende entlang der alten Handelsstraßen an und leisteten in Zeiten der Bedrohung Wachen und Verteidigungsdienste.
Für diese Dienstleistungen erhielten die Choden weitreichende Rechte der Selbstverwaltung bestätigt. Sie unterstanden einem eigenen Gericht, das Menschen aus der Untertänigkeit entlassen und neue Ansässige aufnehmen konnte. Die elf bekannten Chodendörfer bildeten eine eigene Gemeinde mit Siegel und Fahne unter einem Dorfältesten. In ihre Dörfer durften sich Adlige nicht einkaufen, um die Einnahmen zu kassieren. Die Choden waren von Zoll- und Mautgebühren befreit, durften Waffen tragen, im Grenzwald jagen und Holz schlagen, dem freien Handwerk nachgehen und hatten nur einen Frondienst, nämlich die Lieferung von Holz zur Burg in der Stadt Taus (Domažlice). Als dieser Dienst im 16. Jahrhundert durch Geldabgaben abgelöst wurde, entstand unter den Choden die Überzeugung, sie seien nicht frondienstpflichtig, also arbeits- und abgabepflichtig. Sie fühlten sich als freie Bauern.
Zum Beweis ihrer verbrieften Rechte bewahrten die Choden königliche Dokumente auf. Von besonderer Bedeutung war eine Urkunde Johanns von Luxemburg von 1325, die sie dem Recht der Stadt Taus unterstellte. Bis zum Beginn des 16. Jahrhunderts ließen sich die Choden von den böhmischen Königen ihre Rechte bei deren Thronbesteigung bestätigen. Ein Teil ihrer Sonderstellung leitete sich jedoch auch aus dem Gewohnheitsrecht ab und wurde nie schriftlich festgelegt.

### Der Weg in die Untertänigkeit

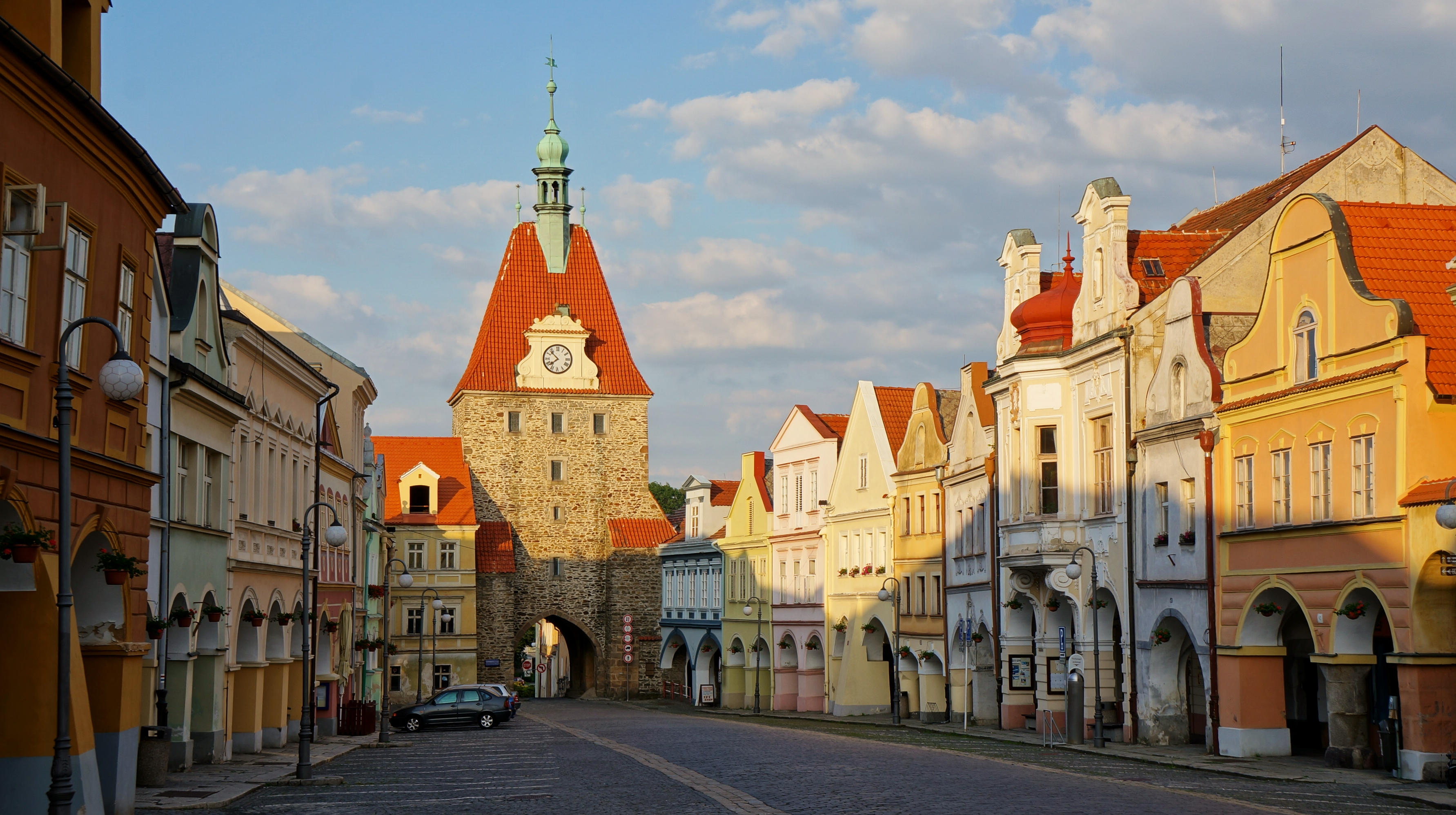
Domažlice/Taus, Zentrum des Chodenlandes

Ab dem 16. Jahrhundert verlor der bäuerliche Grenzdienst an Bedeutung. Die Grenzen waren stabilisiert und durch zwischenstaatliche Abkommen geregelt. Die Entwicklung der Kriegstechnik ließ den militärischen Wert der bewaffneten Bauern sinken. Zudem versuchten die Obrigkeiten, die persönliche Abhängigkeit der Untertanen zu verstärken und Gewohnheitsrechte außer Kraft zu setzen.
Die königlichen Güter im Chodengebiet, das sich auf ca. 40 Kilometer Länge und 15 Kilometer Breite entlang der bayerischen Grenze zwischen Hostouň und der Chodská Úhlava erstreckte, waren schon im Mittelalter zeitweise verpfändet, doch mussten die mittelalterlichen Pfandherren die überkommenen Rechte ausdrücklich gewähren. Nachdem 1482 die Domäne Taus an die Herren von Schwamberg gefallen war, begannen auch hier die Privilegien zu bröckeln. Die Schwamberger verboten die Freizügigkeit, die freie Berufswahl der Kinder und stellten Beschränkungen für den Handel auf. Botschaften der Choden an die königliche Kammer in Prag blieben ohne Erfolg. 1572 schließlich liehen sie sich vom Augsburger Stadtrat 7.000 Taler und kauften sich vom Pfand los. Diese im Kontext ländlicher Untertanenkonflikte recht ungewöhnliche Lösung hatte aber nicht lange Bestand. Bereits 1579 setzte der Kaiser die Stadt Taus als Verwalter über das Gut ein, denn die Choden hatten ihre Schulden nicht bezahlt. Ab 1585 war die Domäne wieder Pfandgut. Pfandherr war zunächst die Stadt Taus. Ab 1621, zu Beginn des Dreißigjährigen Krieges wurden an Freiherr Wolf Wilhelm Laminger von Albenreuth, aus einem Egerländer Adelsgeschlecht, die Pfandrechte der Domäne Taus verliehen und 1630 mit Zinsen und Frondiensten, Jagdrecht und Gerichtsbarkeit verkauft. Als Erbuntertanen waren sie nun verpflichtet, dem neuen Herrn Hörigkeit, Gehorsam und Leibeigenschaft zu versprechen.

### Untertanenkonflikte im 17. und 18. Jahrhundert
Die Herren Laminger von Albenreuth begannen, das Gut intensiv zu bewirtschaften. Wolf Wilhelm, später seine Witwe und seine Söhne errichteten bei Taus eine Brauerei, eigenbewirtschaftete Meierhöfe, einen Hochofen mit fünf Eisenhämmern, eine Glashütte und eine Textilmanufaktur. Diese protoindustrielle Entwicklung ging mit Enteignung von Bauernland und neuen Fronforderungen einher, die mit Gefängnis und anderen Zwangsmaßnahmen durchgesetzt wurden. Die Choden legten mehrere Male Widerspruch beim Kaiser und den königlichen Ämtern ein, selbst nachdem ihre Privilegien 1668 sämtlich für ungültig erklärt worden waren. Schließlich kam es auch zu bewaffnetem Widerstand, den Wolf Maximilian Laminger von Albenreuth, auch unter dem Namen „Lomikar“ bekannt, gewaltsam niederschlagen ließ. Symbolcharakter gewann die Hinrichtung des Chodenanführers Jan Sladký Kozina am 28. November 1695.
Auch im 18. Jahrhundert kam es unter den neuen Herren, den Grafen von Stadion, zu Unruhen und gewaltsamen Konflikten, so in den Jahren 1706–1707, 1767–1769 und 1775. Vorrangiges Ziel auf Seiten der Choden war nun aber nicht mehr die Wiederherstellung der alten Privilegien, sondern die Lockerung oder Aufhebung der Fronpflicht, die auch hier bis 1848 zur Bauernbefreiung weiterbestand.

### Im 20. Jahrhundert
Das Gebiet der Choden bildete bis zur Vertreibung der Deutschen aus der Tschechoslowakei in der Mitte des 20. Jahrhunderts den westlichsten Ausläufer des geschlossenen tschechischen Sprachgebiets, das damals nur hier die Europäische Hauptwasserscheide zwischen Elbe und Donau erreichte (in Česká Kubice, Cham-Further Senke). Die am Ostabhang des Oberpfälzer Walds gelegenen Orte Postřekov, Díly und Klenčí pod Čerchovem galten bis in die 1940er Jahre als die westlichsten mehrheitlich tschechischsprachigen Siedlungen Böhmens. Entsprechend fand sich in diesem Bereich auch der schmalste Abschnitt des geschlossenen Siedlungsgebiets der Sudetendeutschen (Deutschböhmen), der im Bereich Horní Folmava (Ober-Vollmau) und Nemanice (Wassersuppen) nur wenige Kilometer breit war. Um möglichst arrondierte Gebiete zu erhalten, erstreckte sich der 1939 geschaffene Reichsgau Sudetenland im Süden nur bis an den Rand des Chodengebiets. Dessen Gemeinden lagen entsprechend ihrer Bevölkerungsmehrheit zum Großteil im Oberlandratsbezirk Taus, der im Protektorat Böhmen und Mähren den äußersten westlichen Zipfel ausmachte. Teils gehörten sie allerdings auch zum Landkreis Markt Eisenstein im bayerischen Regierungsbezirk Niederbayern und Oberpfalz, ab 1940 dann zum Landkreis Waldmünchen.

## Rezeption

### Herkunftstheorien und Ursprungssagen
Ältere Forschung suchte den Ursprung der Choden etwa in Polen, Ungarn oder Kärnten. Lange hielt sich die Angabe des Chronisten Václav Hájek z Libočan, sie hätten bereits 1040 an der Schlacht am Regensburger Steig teilgenommen, in welcher böhmische Truppen unter Břetislav I. die Truppen Heinrichs III. besiegten. Diese Angabe wird heute ebenso abgelehnt wie die in der Volkstradition überlieferte Sage von der Teilnahme der Choden an der Belagerung Mailands 1158, denn die spezifischen Aufgaben der Choden waren erst mit der genauen Vermessung der Grenzen im 14. Jahrhundert überhaupt sinnvoll einsetzbar.

### Die Choden und die nationale Frage

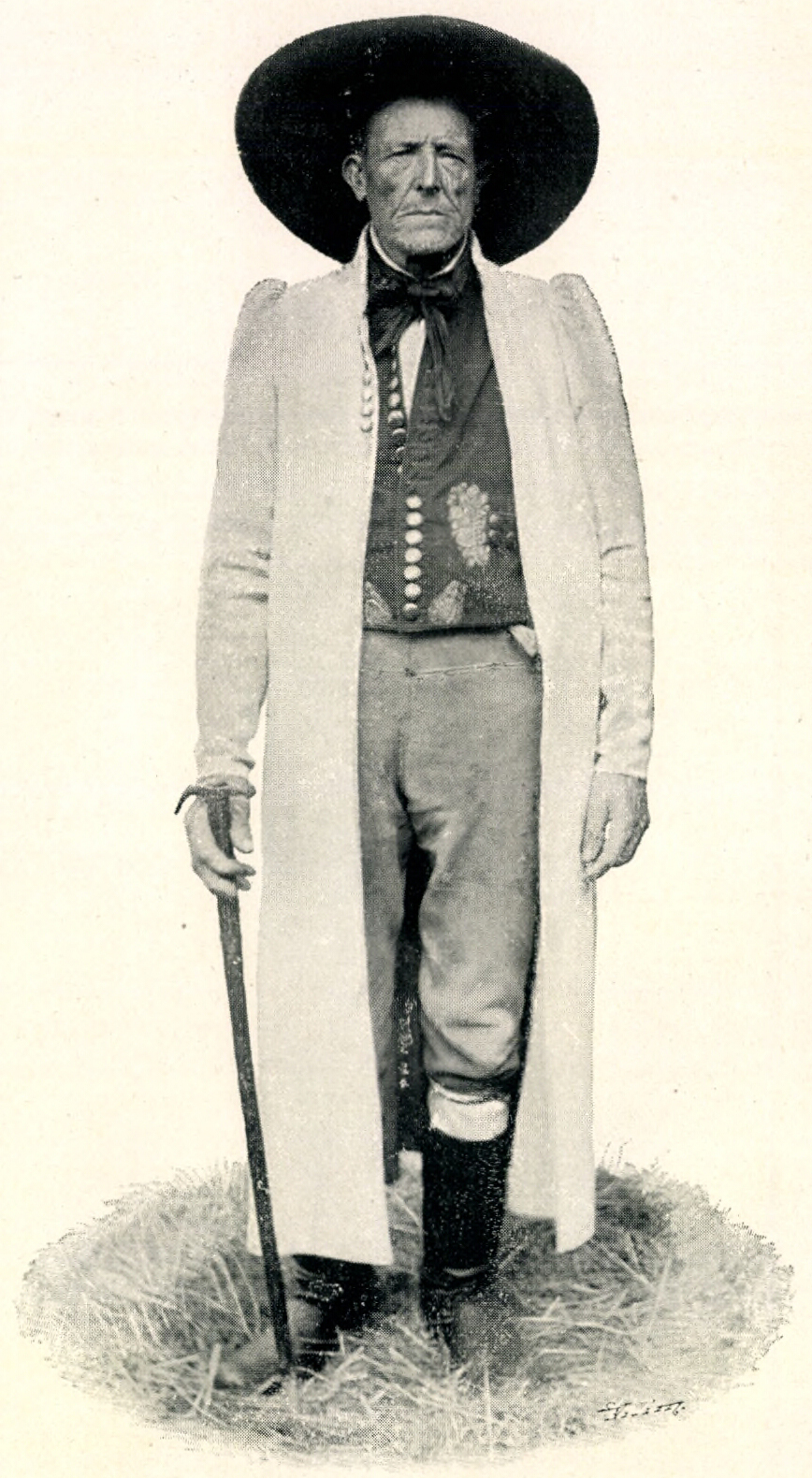
Chodischer Bauer, 1906

Die Choden wurden oft als „slawischer“ Vorposten idealisiert, der sich einer „germanischen“ Bedrohung widersetzt habe. Die Tachauer Choden sollen teilweise bayerischer Herkunft gewesen sein oder nahmen (wie in der Gegend um Pfraumberg) bis zum Ende des 16. Jahrhunderts Dialektbestandteile der mittelhochdeutschen Sprache an. Da sich die Choden um die Stadt Taus in Westböhmen bis in der Neuzeit einen archaischen tschechischen Dialekt, die Volkskultur besonderer Trachten für Männer und Frauen bewahrt haben, aber sonst bedeutungslos waren und assimiliert wurden, wird die Bezeichnung Choden seit dem 19. Jahrhundert meist nur noch für Nachfahren der ehemaligen Grenzwächter gebräuchlich.
Erst das entstehende tschechische Nationalbewusstsein rückte die Tauser Choden ab dem 19. Jahrhundert in den Blickpunkt des öffentlichen Interesses und interpretierte eine nationale Dimension in ihre Geschichte hinein. Die Choden waren vom 19. bis in das frühe 20. Jahrhundert ein beliebtes Thema in der Volkskunde, Literatur und Kunst. Schriftsteller wie Alois Jirásek, Božena Němcová, Karel Jaromír Erben, Jindřich Šimon Baar und Maximilian Schmidt beschäftigten sich mit den Choden. Künstler wie Mikoláš Aleš, Jaroslav Špillar und Věnceslav Černý schufen populäre Gemälde, die den Freiheitskampf Kozinas und seiner Mitstreiter glorifizierten.
Die moderne historische Forschung kann dagegen keine eindeutige antideutsche Tendenz in den Konflikten der Choden mit ihrer Obrigkeit erkennen. Im Kontext der Untertanenunruhen der Frühen Neuzeit lassen sich Parallelen zu anderen Gebieten erkennen, auch wenn den Choden durch ihre privilegierte Stellung und ihr starkes Selbstbewusstsein durchaus eine Sonderstellung zugebilligt wird.

### Bekannte Werke der Belletristik
- Alois Jirásek: Die Hundsköpfe. Neues Leben, Berlin 1985. Auch Reclams Universal-Bibliothek Nummer: 8982/85; Der tschechische Roman Psohlavci aus den Jahren 1883–1884 spielt im 17. Jahrhundert. Die Choden unter Führung von Jan Sladký Kozina kämpfen für die Wiedereinführung ihrer früheren Vorrechte, ihr Aufstand wurde niedergeschlagen und Jan Sladký hingerichtet.
- Jindřich Šimon Baar: Chodentrilogie (drei Bände): Paní komisarka (1923), Osmačtyřicátníci (1924), Lůsy (1925). Originaltitel: Chodská trilogie.
- Maximilian Schmidt: Hancicka, das Chodenmädchen (1893), mit einer sorgfältigen Beschreibung der Frauentracht der Choden im 19. Jahrhundert.
- Anton Schott (Schriftsteller): Um Recht und Freiheit (1938), historischer Roman, Bergland-Verlag Salzburg.

## Folklore
Bis heute pflegen die Choden eine reiche Volkskultur mit Musik, zu der auch Dudelsackspielen gehört, Trachtengruppen und Volkskunst.
Symbol der Choden war ein Paar Filzstiefel, den Schäferhundskopf führen sie erst seit dem 19. Jahrhundert, als zur Zeit der Monarchie Österreich-Ungarn eine Wiederbesinnung auf nationale slawische Werte einsetzte. Nach den Choden ist die Hunderasse Chodský pes benannt. Der Hundekopf war auch Uniformabzeichen (Kragenspiegel) einer Grenztruppe nach der Gründung der Tschechoslowakei im Jahre 1918: Pohraniční stráž.

## Chodische Dörfer
- Bezděkov (Pössigkau),
- Chodov (Meigelshof)
- Chodská Lhota (Melhut)
- Chodský Újezd bis 1960: Svatý Kříž (Heiligenkreuz)
- Draženov (Trasenau)
- Klenčí (Klentsch)
- Starý Klíčov (Klitschau), Gemeinde Mrákov
- Mrákov (Mraken)
- Pocinovice (Putzeried)
- Postřekov (Possigkau)
- Chadolzdorf / Katzdorf bei Neunburg vorm Wald / Bayern
- Stráž (Hochwarth)
- Tlumačov (Tilmitschau)
- Třemešné (Zemschen)
- Újezd (Aujezd)
- Újezd Svatého Kříže (Heiligenkreuz)